# 米拉武埃诺
米拉武埃诺，是西班牙卡斯蒂利亚-拉曼恰瓜达拉哈拉省的一个市镇。总面积20平方公里，总人口121人（2001年），人口密度6人/平方公里。